# Maharu Yoshimura
Maharu Yoshimura (Japans: 吉村 真晴, Yoshimura Maharu) (Ibaraki, 3 augustus 1993) is een Japanse professioneel tafeltennisser. Hij speelt rechtshandig met de shakehandgreep.
In 2016 (Rio de Janeiro) nam hij deel aan de Olympische spelen en won daar zilver met het mannenteam.

## Belangrijkste resultaten
- Wereldkampioen gemengddubbel op de wereldkampioenschappen met Kasumi Ishikawa in 2017
- Zilver met het mannenteam op de Olympische zomerspelen in Rio de Janeiro in 2016
- Verliezend finalist gemengddubbel op de wereldkampioenschappen met Kasumi Ishikawa in 2015
- Verliezend finalist gemengddubbel op de wereldkampioenschappen met Kasumi Ishikawa in 2019
- Derde plaats met het mannenteam op de wereldkampioenschappen in 2012
- Derde plaats dubbel op de wereldkampioenschappen met Koki Niwa in 2017